# Strephonota parvipuncta
Espèce
Strephonota parvipuncta est un papillon de la famille des Lycaenidae, de la sous-famille des Theclinae et du genre Strephonota.

## Dénomination
Strephonota parvipuncta a été décrit par Percy Ireland Lathy en 1926 sous le nom de Thecla parvipuncta.
Synonyme : Strephonota tupihe Brévignon, 2003.

## Description
Strephonota parvipuncta est un petit papillon aux antennes et aux pattes annelées de noir et de blanc, avec une longue et fine queue à chaque aile postérieure, et une très courte.
Le dessus du mâle est bleu avec un apex bleu nuit.
Le revers est gris clair, avec aux ailes postérieures deux ocelles rouge pupillés de noir dont un en position anale.

## Écologie et distribution
Strephonota parvipuncta est présent au Pérou, en Colombie et en Guyane,.

### Protection
Pas de statut de protection particulier.